# Derbi de Rijeka
El Derbi de Rijeka (en croata: Riječki gradski derbi) se refiere al partido de Fútbol entre HNK Rijeka y el HNK Orijent 1919, los dos equipos más populares de la ciudad de Rijeka en Croacia.

## Historia
La rivalidad nace desde que la ciudad anteriormente era conocida como Fiume cuando pertenecía al reino de Italia entre 1932 y 1940 que enfrentaban al desaparecido US Fiumana con el NK Orijent donde se enfrentaron 10 veces de las cuales el US Fiumana ganó nueve.
Al finalizar la Segunda Guerra Mundial nace el HNK Rijeka como sucesor del US Fiumana y los partidos eran frecuentes en la Segunda Liga de Yugoslavia entre 1969 y 1973 y desde la independencia de Croacia no se enfrentan en un partido oficial desde 1997 por la Copa de Croacia donde el Orijent ganó por 2-0.